# Вієру Ніколає Федорович
 Ніколає Федорович Вієру  (рум. Nicolae Vieru; 4 березня 1947, с.  Безень, Флорештського району, Молдавської РСР — 3 березня 1995, Кишинів) — молдовський письменник.

## Біографія
Закінчив історичний факультет Кишинівського  державного університету та Вищі літературні курси при Літературному інституті імені О. Горького в Москві.
Автор збірок повістей та оповідань «Вітер і світло», «Марія» та інші.
До самої смерті проживав у Кишиневі.